# Winston Duke
Winston Duke (Argyle, 15 november 1986) is een acteur uit Trinidad en Tobago. Hij is bij het grote publiek vooral bekend door zijn rol als M'Baku de Marvel Cinematic Universe films zoals Black Panther, Avengers: Infinity War, Avengers: Endgame en Black Panther: Wakanda Forever, en zijn rol als Gabe Wilson in Us.

## Levensloop
Duke bracht zijn eerste jaren door in Argyle in Tobago, hij verhuisde op negenjarige leeftijd met zijn moeder en zus naar de Verenigde Staten. Hier studeerde hij in 2004 af aan de Brighton High School in Rochester, New York.
Duke was voor het eerst in 2014 op televisie te zien in het programma Law & Order: Special Victims Unit als Cedric Jones. Duke kreeg in 2018 bij het grote publiek vooral naamsbekendheid door zijn rol als M’Baku die hij vertolkt in de Marvel Cinematic Universe, hij is onder andere te zien in de films Black Panther en Avengers: Infinity War.

## Filmografie

### Film
| Jaar | Productie                      | Rol                             |
| ---- | ------------------------------ | ------------------------------- |
| 2018 | Black Panther                  | M'Baku                          |
| 2018 | Avengers: Infinity War         | M'Baku                          |
| 2019 | Avengers: Endgame              | M'Baku                          |
| 2019 | Us                             | Gabriel "Gabe" Wilson / Abraham |
| 2020 | Nine Days                      | Will                            |
| 2020 | Spenser Confidential           | Hawk                            |
| 2022 | Black Panther: Wakanda Forever | M'Baku                          |
| 2024 | The Fall Guy                   | Colts beste vriend              |

### Televisie
| Jaar      | Productie                         | Rol            |
| --------- | --------------------------------- | -------------- |
| 2014      | Law & Order: Special Victims Unit | Cedric Jones   |
| 2014-2015 | Person of Interest                | Dominic / Mini |
| 2015      | The Messengers                    | Zahir Zakaria  |
| 2015      | Major Crimes                      | Curtis Turner  |
| 2016      | Modern Family                     | Dwight         |